# Джміль Шренка
Джміль Шренка (лат. Bombus schrencki) — вид 
джмелів підроду Thoracobombus.

## Опис
Самки довжиною 14-21 мм, робочі особини - 10-15 мм і самці - 10-16 мм. Від багатьох інших видів джмелів відрізняється одноколірним забарвленням спинки й черевця, покритих рудими або жовтими волосками; водночас базальні половини 3 та 5 тергітів черевця в чорних волосках, що утворюють перев'язі. Оселища — ліси й лісові галявини. Довжина хоботка самок в середньому 11 мм.

## Поширення
Лісотундрова і тайгова зони європейської частини Росії, Урал, Сибір і Далекий Схід (на північ, очевидно, до підзони північної тайги), включно з Камчаткою, Карафуто і Курильськими островами; північ Монголії, північний схід Китаю, Корейський півострів.

## Класифікація
В Росії зустрічається чотири підвиди джмеля Шренка:
- Bombus schrencki schrencki Morawitz, 1881
- Bombus schrencki konakovi Panfilov, 1956
- Bombus schrencki kuwayamai Sakagami et Ishikawa, 1969
- Bombus schrencki mironowianus Vogt, 1911